# Natasha Zwarich
 (mars 2025).
Natasha Zwarich (née le 2 décembre 1976 à Greenfield Park) est une archiviste, professeure, chercheuse et directrice de programmes universitaires au Québec . Elle travaille actuellement comme professeure en archivistique au département d’histoire de l’Université du Québec à Montréal. Elle est membre actif de plusieurs associations professionnelles : ARMA International, Association des archivistes du Québec, Association des archivistes français, Conseil international des archives. Depuis l’enfance, elle a un intérêt pour l’histoire. Elle poursuit donc des études dans ce domaine. C’est à la suite de son stage à la Cinémathèque québécoise qu’elle développe sa passion pour l’archivistique.

## Formation
En 2001, Natasha Zwarich commence un baccalauréat en histoire, ainsi qu’un certificat en gestion des documents et des archives à l’UQAM. Ensuite, elle complètera une Maîtrise en histoire à l’Université de Montréal (2001-2004) et un doctorat en science de l’information à l’Université McGill (2007-2014) . Sa thèse de doctorat porte sur la gestion des courriers électroniques au Gouvernement du Canada. Elle a aussi complété un programme court de 2e cycle en évaluation de programmes, projets et services à l'École des sciences de la gestion de l’UQAM (2017-2019).

## Carrière
Natasha Zwarich a fait de la gestion documentaire dans des organismes publics pendant une dizaine d'années . Ses intérêts professionnels étaient d’abord la gestion des archives historiques et ont évolué vers la gestion des documents, notamment les documents numériques. En 2002, elle est archiviste-adjointe aux Collections afférentes au film à la Cinémathèque québécoise. Elle sera ensuite engagée par la ville de Montréal comme Technicienne en gestion des documents et des archives en 2004. Elle a occupé le poste d'archiviste dans plusieurs organismes de 2005 à 2012, soit le Collège des médecins du Québec, Barreau du Québec et la Chambre de la sécurité financière. Elle a aussi été assistante de recherche pour Robert Gagnon et Marcel Caya. En 2008, Natasha Zwarich commence à travailler à l’UQAM et à McGill en tant que chargée de cours. Depuis 2012, elle est professeure en archivistique à l’Université du Québec à Montréal. Elle est aussi directrice des programmes de 1er cycle en histoire et responsable du certificat en gestion des documents et des archives à l’UQAM.

## Contribution intellectuelle
Natasha Zwarich a fait une thèse de doctorat sur la gestion du courrier électronique, des métadonnées et des compétences informationnelles. Elle s’intéresse aussi à la gouvernance de l’information dans les institutions canadiennes et plus spécifiquement aux indicateurs de performance normalisés en archivistique . De plus, elle a écrit plusieurs textes concernant l'amélioration des pratiques archivistique, autant au niveau des enquêtes faites dans le milieu des archives, que dans la pratique du métier. Elle s’intéresse à l’uniformisation des notes de contenus et aux bonnes pratiques de diffusion des archives à l’ère du numérique. Elle travaille avec des groupes de travail et des centres de recherche en archivistique, notamment le Portail International Archivistique Francophone, le Groupe interdisciplinaire de recherche en archivistique (GIRA), le Groupe d’études et de recherche en gouvernance informationnelle (GREGI), le Groupe de travail sur le Portrait statistique des centres et services d’archives du Québec, du Réseau des services des archives du Québec et de Bibliothèque et Archives nationales du Québec.

### L’archivistique dans les institutions canadiennes

#### Gestion des courriers au sein du gouvernement du canada
Natasha Zwarich a fait sa thèse sur les pratiques de gestion des courriels au sein du gouvernement du Canada (GREGI). L’objectif de cette étude est d’une part de déterminer l’élaboration et la mise en œuvre des politiques de gestion du courrier électronique au sein du gouvernement canada et d’autre part d’évaluer les pratiques actuelles de gestion des courriels. Un sondage a été mené auprès de 204 professionnels de la gestion de l’information en service dans 76 organismes gouvernementaux canadiens(GREGI). Les résultats de la recherche révèlent que les répondants sont favorables à des politiques et des lignes directives en matière de gestion du courriel.

#### La gouvernance de l’information dans les institutions canadienne
L’article, La valeur ajoutée de l’archiviste : nouveaux rôles et nouvelles responsabilités au sein de la gouvernance de l’information, présente un projet-pilote portant sur la gouvernance de l’information dans les institutions canadiennes. Les résultats d’un sondage mené sur la gouvernance de l’information montre que la gouvernance de l’information n’est pas priorisée par les gestionnaires et que les silos d’information sont toujours présents, car certains professionnels sont réticents. Le constat fait dans cet article est que les archivistes sont appelés à développer des nouvelles compétences, notamment la gestion du risque, la communication, la collaboration, la maîtrise des outils technologiques et le leadership.

### Réflexion sur la pratique archivistique

#### Amélioration des processus d’enquête dans le milieu archivistique
La pré-enquête intitulée Les centres et les services d'archives du Québec se font tirer le portrait ... statistique. Quelques considérations méthodologiques et résultats d'une préenquête,  cherchent à préparer l’enquête qui se déroulera en 2016-2017 et qui fera la mise à jour les données publiées en 2006 par ISQ (Institut de la statistique du Québec). Cette pré enquête permet d’améliorer le processus en réactualisant les questionnaires.

#### Uniformisation des pratiques de notes de contenu dans les différents fonds d’archives
L’article qui présente le rapport, intitulé Analyser la note de contenu normalisée. Rapport d'étape sur un projet de recherche comparant l'application des règles des quatre normes de description pour les archives, présente un rapport dans le but de faire réfléchir sur la problématique relative aux notes de contenu, qui ne sont uniformes ou compatibles dans les différents fonds d’archives. Les auteures font un constat préliminaire ; il faut que la communauté archivistique ouvre le débat concernant les notes de contenu afin de déterminer si elles doivent contenir un résumé du contenu ou une énumération des sujets et des thèmes abordés.

#### Diffusion des archives à l’ère du numérique
Dans l’article Diffuser les archives numériques : faire plus avec moins, coécrit avec André Gareau, les auteurs abordent la diffusion des archives à l’ère du numérique et les changements de stratégie de diffusion et de communication des archives. Les nouveaux outils de diffusion, qui permettent de rejoindre un plus large public, sont discutés. Les centres d’archives sont en adaptation avec cette nouvelle réalité et  doivent réorganiser leurs ressources humaines, financière et technologique.

## Publications

### Monographie
Burgess, J. Cooper C. Widmer, C. Zwarich, N., À la recherche du savoir : nouveaux échanges sur les collections du Musée McCord = Collecting knowledge : new dialogs on McCord Museum collections, Éditions Multimondes, 2016

### Chapitre de livres
Zwarich, N., « Les documents de communication », dans Louise Gagnon-Arguin, Sabine Mas et Dominique Maurel, Typologie des documents des organisations : de la création à la conservation, Québec, Presses de l’Université du Québec, 2019, 520 p. (ISBN 978-2-7605-5176-3)
Zwarich, N. Gratton, E., « Les documents de ressources humaines », dans Louise Gagnon-Arguin, Sabine Mas et Dominique Maurel, Typologie des documents des organisations : de la création à la conservation, Québec, Presses de l’Université du Québec, 2019, 520 p. (ISBN 978-2-7605-5176-3)
Zwarich, N. Maurel, D. Dufour, C., « Le rôle stratégique de l’archiviste à l’ère de la gouvernance informationnelle », dans Paul Servais et Françoise Mirguet, L’archiviste dans quinze ans : nouvelles attentes, nouvelles responsabilités, nouveaux défis., Louvain-la-Neuve, Coll. Publications des archives de l’UCL, vol. 34, 2016, 265 p. (ISBN 978-2-8061-0263-8), p. 229-248

### Articles
Zwarich, N. Maurel, D. Lemelin, P. Baillargeon, D. David, F. Rowat, T., « Les centres et les services d'archives du Québec se font tirer le portrait ... statistique. Quelques considérations méthodologiques et résultats d'une préenquête. », Revue Archives vol. 47 no 1.,‎ 2017, p. 125-152 (lire en ligne)
Gareau, A. Zwarich, N., « Diffuser les archives numériques : faire plus avec moins », Revue Archives vol. 45 no 1.,‎ 2013-2014, p. 158-178 (lire en ligne)
Caya, M. Lavertu, M. Zwarich, N., « Analyser la note de contenu normalisée. Rapport d'étape sur un projet de recherche comparant l'application des règles des quatre normes de description pour les archives. », Revue Archives vol. 35 no 3-4,‎ 2003-2004, p. 5-16 (lire en ligne)
Maurel, D. Dufour, C. et Zwarich, N., « La valeur ajoutée de l’archiviste : nouveaux rôles et nouvelles responsabilités au sein de la gouvernance de l’information », La Gazette des Archives no 246,‎ 2017, p. 81‑96 (lire en ligne)
Zwarich, N. & Maurel, D., « La gouvernance de l’information: Et ses impacts sur la formation des professionnels de l’information au Québec. », I2D – Information, données & documents,‎ 2020, p. 51-55 (DOI https://doi.org/10.3917/i2d.201.0051)
Zwarich, N. Park, E., « Toward e-mail governance: policies and practices in the government of Canada », Canadian Journal of Information and Library Science 41(3),‎ 2017, p. 169-185
Zwarich, N. Park, E., « E-Mail Management in the Canadian Government: Overview of the Practices from a Records Management Perspective », Proceedings of the Annual Conference of CAIS / Actes du congrès annuel de ACSI,‎ 2013 (DOI https://doi.org/10.29173/cais256)
Zwarich, N. Park, E., « Policies of Managing Web Resources at the Canadian Government: A Records Management Perspective », Proceedings of the Annual Conference of CAIS / Actes du congrès annuel de ACSI,‎ 2013 (DOI https://doi.org/10.29173/cais138)
Zwarich, N. Park, E., « Canadian government agencies develop e-mail management policies », International Journal of Information Management 28(6),‎ 2008, p. 468-473 (DOI https://doi.org/10.1016/j.ijinfomgt.2008.01.010)
Zwarich, N., « Gestion de la performance en archivistique : pratiques actuelles dans les centres et services d’archives du Québec », Revue Communications, Organisation, Société du savoir et Information,‎ 2016

## Distinctions
2004-2005 : Bourse d’excellence à l’admission Maîtrise EBSI 